# 朝日座 (南相馬市)
朝日座（あさひざ）は、福島県南相馬市原町区大町にある建築物。かつて劇場・映画館として使われた。原町朝日座（はらまちあさひざ）とも呼ばれる。
経営は布川雄幸を館主とする合資会社朝日座。座席数は230席。1923年（大正12年）7月2日に芝居小屋兼映画館として開館し、1960年（昭和35年）6月に映画専門館化し、1991年（平成3年）9月30日に閉館した。建物は国の登録有形文化財に登録されている。

## 歴史

### 開館
近世の原町（原ノ町）は陸前浜街道（野馬追通り）の宿場町として栄えた。1910年（明治43年）には原町で初めて活動写真（映画）が上映され、翌年には原町に初めて電灯が灯った。1921年（大正10年）には原町の象徴とされる原町無線塔が建設されている。当時の原町の娯楽施設としては東横通りに原町座がある程度だった。
1923年（大正12年）7月2日、芝居小屋兼映画館の旭座として落成した。施工を担った関場清松は関場建設の創業者であり、1921年（大正10年）には原町無線塔を有する原町送信所などを手掛けている。竣工当時の旭座は原町市街地で最も高い建物だった。なお1923年（大正12年）は原町の人口が1万人を超えた年でもあった。
かつての1階は枡席であり、「キ」字型に渡り板が渡してあった。廻り舞台や花道も有しており、歌舞伎や新派劇の上演などが行われた。無声映画時代には客席の背後に臨官席が設けられていた。1931年（昭和6年）には原町で初めてトーキー映画が上映された。

### 映画館への転換
公民館活動が高まりを見せていた1950年（昭和25年）には、旭座と原町座の2館があった原町にも映画愛好会が発足した。映画愛好会は邦画館だった両館に洋画（外国映画）の上映を提案するなどし、割引券を作成するなどして観客の増加にも取り組んだ。
1951年（昭和26年）には旭座から朝日座に改称し、同年には高藤建設によって映画館への改修工事が開始された。なお、同年にはやはり高藤建設が施工した原町映画劇場が開館している。1960年（昭和35年）6月には枡席の撤去などの改修工事が完了し、映画専門館である現在の姿となった。映画館に改修する過程で、1階と2階の桟敷席は仕切り壁によって封鎖された。日本の映画館数がピークに達したのは1960年（昭和35年）であり、年間約20万人の観客を集めた。同年頃には同年の原町市には朝日座、原町中央劇場（中央通7）、原町日活劇場（新町24）の3映画館があった。
なお、かつては開館年が「1921年」であるとされていた。1971年（昭和46年）11月には開館50周年を記念した冊子『わたしと朝日座』を発行し、12月には50周年記念行事として原町市体育館で「思い出の映画ポスター展と映画音楽レコード・コンサート」を開催している。

### 閉館
1960年代後半以後の原町市には朝日座と原町シネマ（原町文化劇場）の2館がある時代が長かったが、原町シネマは1989年（平成元年）に閉館し、朝日座は原町市唯一の映画館となった。
1990年（平成2年）の『映画館名簿』によると、朝日座の座席数は230席であり、東映・東宝・洋画を上映する映画館だった。常設映画館としては1991年（平成3年）9月30日をもって閉館した。最終上映作品は『ホーム・アローン』と『シザーハンズ』である。閉館後もスクリーンなどが残されており、不定期に映画上映やイベントが開催されている。

## 閉館後の取り組み
2008年（平成20年）3月には市民有志によって「朝日座を楽しむ会」が結成され、朝日座を用いた地域おこしに取り組んでいる。2009年（平成21年）3月22日には群馬県みどり市から「ながめ黒子の会」を招いて映画館の保存・再活用を考えるフォーラムを開催した。3代目館長を務めた布川雄幸が南相馬市博物館に寄託した映画ポスターや映写機を元にして、2008年（平成20年）9月には南相馬市博物館で「朝日座の軌跡 地方の映画館が遺したもの」が開催された。2009年（平成21年）9月には朝日座で愛川欽也監督作『昭和の紅い灯』のロケが行われ、南相馬市民らもエキストラとして参加した。

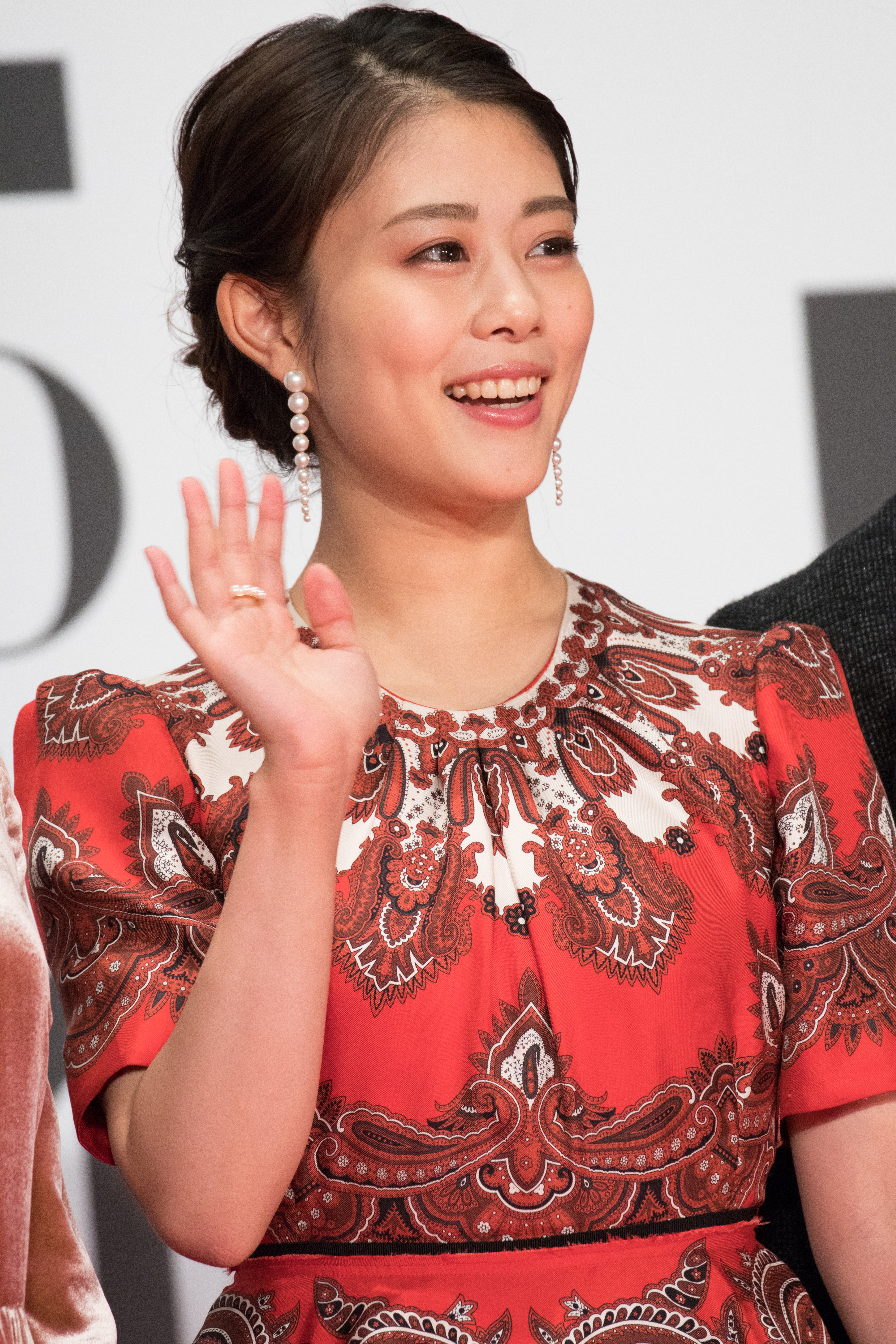
『浜の朝日の嘘つきどもと』に主演した高畑充希

2011年（平成23年）3月11日に発生した東日本大震災の際、南相馬市は福島県で最も多い636人が死去し、また震災関連死も489人に上ったが、朝日座にはほとんど建物被害がなかった。震災後には「朝日座を楽しむ会」がいち早く活動を再開させ、同年6月には朝日座で復興映画祭が開催された。また、同年12月には一般社団法人朝日座が設立され、個人所有だった朝日座の所有権が一般社団法人朝日座に移された。
「朝日座を楽しむ会」の活動は建築の専門家との繋がりを生み、朝日座の建物修理や調査が動き出すきっかけとなった。東日本大震災によって南相馬市にある多くの建物が解体の危機にさらされたが、朝日座の取り組みを発端として本格的な建造物の分布調査が行われ、鹿島区の大谷家住宅、原町区の小林眼科医院、小高区の相馬絹業協同組合事務所などの文化財的価値が専門家によって認識された。
2012年（平成24年）4月27日には屋根の葺替工事が完了し、舞台裏や映写室などの見学ツアーが開催された。2013年（平成25年）12月には朝日座を登録有形文化財とする答申が行われ、2014年（平成26年）4月25日に登録有形文化財として官報告示された。相双地域では初の登録有形文化財である。
2020年（令和2年）10月30日、朝日座を舞台とするテレビドラマ「浜の朝日の嘘つきどもと」が放送された。福島中央テレビ開局50周年記念ドラマであり、監督はタナダユキ、主演は高畑充希。2021年（令和3年）の日本民間放送連盟賞テレビドラマ部門最優秀賞、第58回ギャラクシー賞テレビ部門選奨などを受賞している。2021年（令和3年）9月10日にはドラマの前日譚が映画『浜の朝日の嘘つきどもと』として全国公開された。これに先だって8月11日には朝日座で凱旋試写会が開催され、8月27日には福島県の映画館で先行公開が開始された。

## 建築

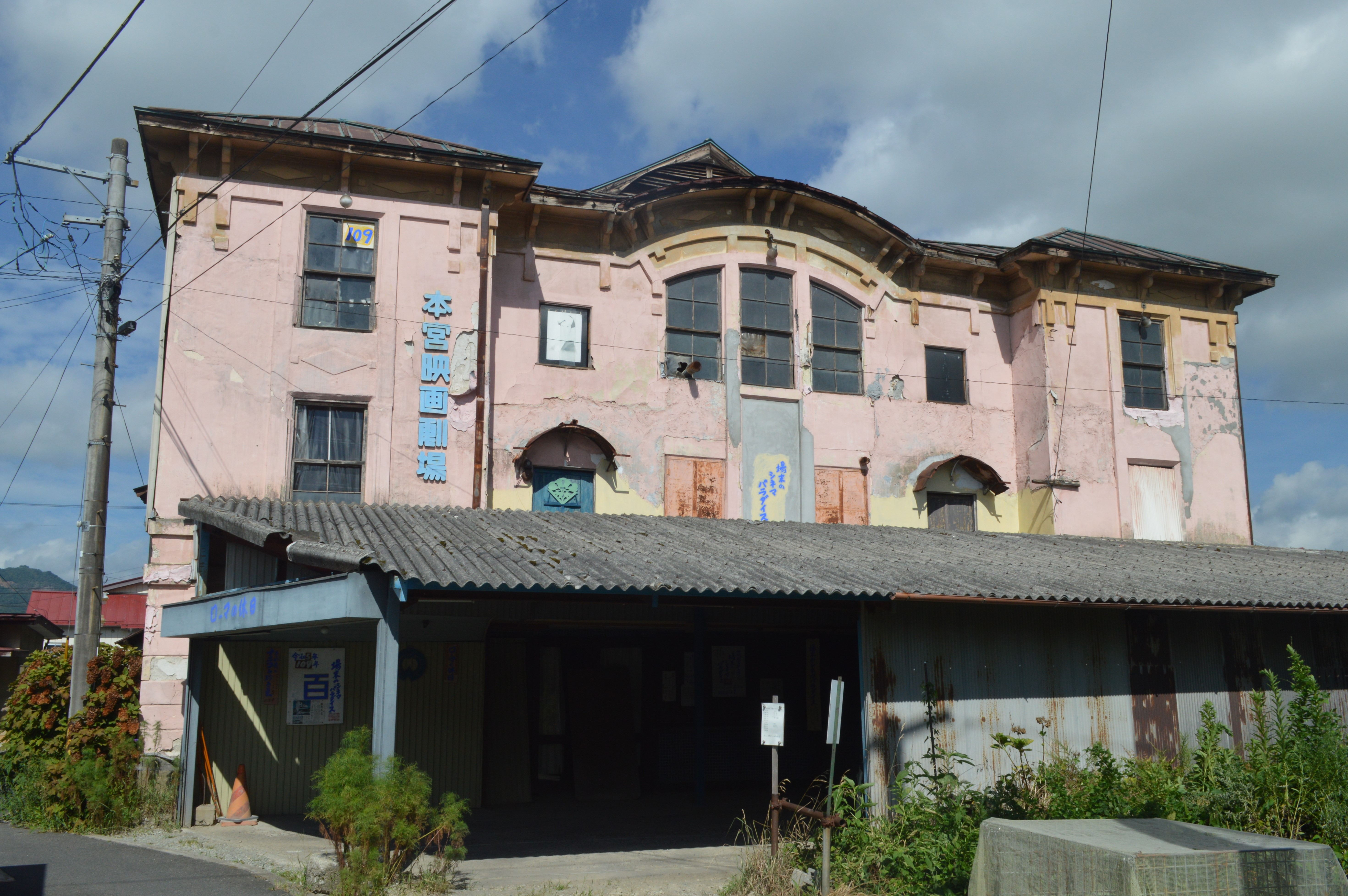
朝日座と同様に芝居小屋に由来する本宮映画劇場

陸前浜街道（野馬追通り）と駅前通りが交差する四ツ葉交差点から東に1本入った通りに面している。
木造2階建てであり、外壁はモルタル塗仕上げである。正面は切妻造であり、背面は寄棟造である。小屋組はトラス構造であり、10メートルを超える梁間で劇場の大空間を確保している。現在の1階は椅子席だが、芝居小屋時代は桝席だった。1階と2階の左右には桟敷席があったが、現在は仕切り壁によって封鎖されている。かつて舞台裏には6部屋の楽屋や宿泊部屋があったが、現在は大きな1部屋となっている。
1958年（昭和33年）版の『全日本映画館録』に掲載され、なおかつ2017年（平成29年）時点でも現存する東北地方の芝居小屋としては、朝日座のほかに、岩手県二戸郡一戸町の萬代舘、福島県本宮市の本宮映画劇場、福島県石川郡浅川町の浅川座、福島県いわき市の海盛座がある。